# Нижній Тарбагатай
Нижній Тарбагата́й (рос. Нижний Тарбагатай) — село у складі Петровськ-Забайкальського району Забайкальського краю, Росія. Входить до складу Тарбагатайського сільського поселення.

## Історія
Утворено 2013 року з частини селища міського типу Тарбагатай.